# Kaihori Ajumi
Kaihori Ajumi (海堀 あゆみ; Hepburn: Kaihori Ayumi) (Nagaokakjó, 1986. szeptember 4. –) japán válogatott labdarúgó.

## Klub
A labdarúgást a Speranza FC Takatsuki csapatában kezdte. 2004 és 2007 között a Speranza FC Takatsuki csapatában játszott. 58 bajnoki mérkőzésen lépett pályára. 2008-ban az INAC Kobe Leonessa csapatához szerződött. 157 bajnoki mérkőzésen lépett pályára. 2015-ben vonult vissza.

## Nemzeti válogatott
2008-ban debütált a japán válogatottban. A japán válogatott tagjaként részt vett a 2008. évi, a 2012. évi nyári olimpiai játékokon, a 2011-es és a 2015-ös világbajnokságon. A japán válogatottban 53 mérkőzést játszott.

## Statisztika
| Japán válogatott | Japán válogatott | Japán válogatott |
| Időszak          | Mérk.            | gól              |
| ---------------- | ---------------- | ---------------- |
| 2008             | 3                | 0                |
| 2009             | 3                | 0                |
| 2010             | 7                | 0                |
| 2011             | 14               | 0                |
| 2012             | 7                | 0                |
| 2013             | 6                | 0                |
| 2014             | 6                | 0                |
| 2015             | 7                | 0                |
| Összesen         | 53               | 0                |

## Sikerei, díjai
Japán válogatott
- Olimpiai játékok:  Ezüst; 2012
- Világbajnokság:  Arany; 2011,  Ezüst; 2015
- Ázsia-kupa:  Arany; 2014,  Bronz; 2008, 2010

Klub
- Japán bajnokság: 2011, 2012, 2013

Egyéni
- Az év Japán csapatában: 2011, 2013